# Bidwell Adam

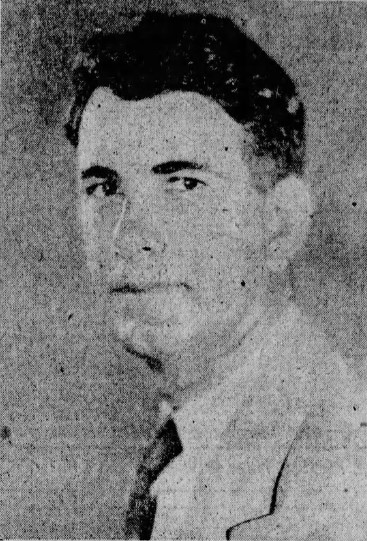
1926

Cayton Bidwell Adam (* 12. Januar 1894 in Mobile, Alabama; † 20. Dezember 1982 in Gulfport, Mississippi) war ein US-amerikanischer Politiker. Zwischen 1928 und 1932 war er Vizegouverneur des Bundesstaates Mississippi.

## Leben
Adam lebte zumindest zeitweise in Mississippi und war Mitglied der Demokratischen Partei. 1927 wurde er an der Seite von Theodore G. Bilbo zum Vizegouverneur seines Staates gewählt. Dieses Amt bekleidete er zwischen 1928 und 1932. Dabei war er Stellvertreter des Gouverneurs und Vorsitzender des Staatssenats.
Adam starb 1982 im Alter von 88 Jahren. Die Grabstätte befindet sich auf dem Southern Memorial Park in Biloxi, Mississippi.